# 董贤
董賢（前22年—前1年），字聖卿，西漢左馮翊雲陽縣（今陝西省淳化縣西北）人，董賢為董恭之子，因父親的舉薦出任為官，其外表姿容端麗，性格柔媚，漢哀帝於宮中偶遇董賢後，對他怦然心動，親暱地與其談話，自此以後對董賢寵愛有加。某日漢哀帝與董賢同睡，想起床時董賢卻正巧睡在其衣袖上，漢哀帝為了避免驚醒董賢，遂割裂衣袖起身，是為男色典故「斷袖之癖」的由來。
漢哀帝又下令替董賢修築豪華宅邸、墓地，賞賜珍寶、錢財數以萬計，封董賢為高安侯，食邑三千戶。元壽元年，董賢以年僅二十二歲之齡官拜大司馬衞將軍，兼領尚書事，董氏家族亦雞犬升天，迅速崛起成為傅、丁兩家之外的新興外戚勢力。當漢哀帝駕崩後，太皇太后王政君傳召王莽入朝操辦喪事，董賢旋即失勢，自盡而亡，死後家產近數被充公，親屬被流放至合浦郡。

## 生平

### 斷袖之癖
董賢的父親董恭擔任御史大夫麾下屬官，舉薦董賢為太子舍人，汉哀帝登基後，董賢亦隨之當上郎官。過了兩年多，某日董賢在殿下傳報時刻，容貌俊美秀麗又面帶微笑，漢哀帝望見他，喜愛其儀表，認得董賢並詢問他道：「你是舍人董賢嗎？」隨即引他上殿交談，任命其擔任黃門郎，董賢從此開始受到漢哀帝寵幸。漢哀帝問知他父親董恭正擔任雲中侯，當天便徵召董恭為霸陵县縣令，又升遷光祿大夫。
董賢受到的寵愛一天勝過一天，做了駙馬都尉加侍中，外出就給皇上陪乘，入宮就在皇上身邊侍奉，一個月所得到的賞賜累計上萬萬，地位扶搖直上，顯貴震動了整個朝廷。董賢常常與漢哀帝同睡同起，董賢曾在白天睡覺時，偏睡在漢哀帝的衣袖上，漢哀帝想起床而董賢還沒醒來，漢哀帝不忍驚醒夢鄉中的董賢，於是就割斷衣袖起身，漢哀帝對董賢的恩愛便是到了這種地步。

### 闔家受寵
董賢的性情溫柔而邪僻，善於用諂媚來鞏固自己的地位，漢哀帝每次給他例假，董賢都不肯出宮休息，屢屢留在宮中侍候漢哀帝醫病吃藥，漢哀帝因董賢難得回家，遂下令董賢的妻子可以隨嚮導憑門籍到殿中來，在董賢的住房裡居住，就如同官吏的妻兒子女同住在官衙宿舍一般。漢哀帝又徵召董賢的妹妹為昭仪，地位僅次於傅皇后，把她居住的房舍改名叫椒風，以與皇后住的椒房相匹配，董昭儀及董賢、董賢之妻朝夕相處，一起在漢哀帝左右侍候，賞賜董昭儀與董賢妻子的錢財也各以千萬數。
漢哀帝另提拔董賢之父董恭為少府，賜予關內侯的爵位，可以衣食封邑，再調任卫尉。還讓董賢的岳父擔任将作大匠，又用董賢的內弟為執金吾，命令將作大匠替董賢在未央宫北闕下建造府邸，前殿後殿重重門戶相對相通，極盡建築工程技術的精巧，連屋柱的欄杆都用厚實的錦緞包裹，下到董賢家的奴僕都受到漢哀帝賞賜，賞賜的財物中包括皇帝武库裡的兵器，尚方的珍寶，那些挑選出來的上等物品，全都在董賢家裡，而皇帝乘輿所使用的竟然是那裡面的次品了，甚至東園秘器、珠襦玉匣，都預先賜給董賢，沒有不齊備的。又命令將作大匠替董賢在義陵旁邊建造墳墓，墓內有休息室，用堅硬的柏木作外棺題湊，並修築巡邏警備的道路，圍牆長達數里，門樓和屏牆都建造的華麗威嚴。

### 位列三公
漢哀帝想封董賢為侯卻沒有機會，正逢待詔孫寵、息夫躬等人告發東平王劉雲與他的皇后謁祭祀時詛咒漢哀帝，漢哀帝把他們交給有關部門懲治，都伏了法，漢哀帝便讓息夫躬、孫寵說是經由董賢才告發東平王的事，憑此功勞漢哀帝便下詔書封董賢為高安侯、息夫躬為宜陵侯、孫寵為方陽侯，食邑各一千戶，沒有多久，又加封董賢二千戶。丞相王嘉心裡懷疑東平王之事有所冤枉，相當憎惡息夫躬等人，多次向漢哀帝諫諍，認為董賢擾亂了國家制度，最終王嘉竟因申辯這件事遭下獄而死。

漢哀帝初即位時，其祖母傅太后、母親丁太后都在世，兩家首先顯貴。一開始由傅太后的堂弟傅喜擔任大司马輔佐朝政，期間傅喜屢次規諫，違背了傅太后的意旨被罷職，而後漢哀帝的舅父丁明接任大司馬一職，丁明亦重視職權，相當忌刻董賢受到寵幸，等到丞相王嘉死去，丁明十分哀痛，漢哀帝日益重用董賢，想把他的地位提到最高，又憎恨丁明的這種態度，就冊免丁明道：
|  | 前東平王劉雲貪圖皇上的地位，祭祀詛咒，劉雲王后的舅父伍宏憑藉醫術待詔，與校秘書郎楊閎勾結陰謀叛逆，禍害極為迫近。賴祖宗神靈，董賢等人聽聞後上報此事，叛逆者皆伏法。將軍的堂弟侍中奉車都尉丁吳、族父左曹屯騎校尉丁宣都知道伍宏與栩丹是諸侯王后的親戚，而丁宣任用栩丹做御屬，丁吳與伍宏往來親密，多次稱讚伍宏，伍宏因依附丁吳才興起惡念，憑藉醫術進用，幾乎危害國家，朕因為母親丁太后的緣故，不忍心說什麼。將軍職位尊貴，責任重大，既不能樹立權威與正義，消除萌芽中的禍患，又不能深刻痛恨劉雲、伍宏的罪惡，內心還以君為非，庇護丁宣、丁吳，痛惜劉雲等，宣稱他們被下屬所冤枉，又親自對朕說伍宏善於醫術，處死可惜，董賢等人受到封賞極為僥倖。嫉妒忠良，非議誹謗有功之人，實在太令人傷心了！ 所謂「對君親不能懷叛逆的意圖，有叛逆的意圖就會被誅殺」，因此季友鴆殺叔牙，《春秋》認為他是賢臣，赵盾不討伐叛臣赵穿，董狐便說是他殺害了國君。朕憐惜將軍陷入重刑，所以下詔書告誡，將軍不但堅持錯誤不改，又與丞相王嘉勾結，使王嘉有了依靠，得以欺騙國君，有關官吏根據法律要求懲辦將軍，朕想到與將軍有骨肉之親不忍法辦，應當立即交上骠骑将军的印綬，罷官回家。 |

漢哀帝隨後讓董賢接替丁明為大司馬卫将军，冊書說：「朕繼承上天安排的皇位，依據古制安排你任公位，作為汉朝的輔政大臣，以後盡你的心，統率皇帝的大軍，抵禦敵人、安撫邊遠地區，匡正各種政事，信守中正之道。天下的百姓，受朕的控制，憑統帥發布命令，憑軍隊樹立威嚴，怎麼能不謹慎！」這時董賢年僅二十二歲，雖然擔任三公之職，但時常待在宮中供職，兼領尚書事，百官經由董賢向漢哀帝彙報工作。因董賢的父親不宜擔任九卿的職務，所以調任其為光祿大夫，薪俸二千石級，董賢之弟董寬信則接替董賢為駙馬都尉，董家的親屬皆擔任侍中或諸曹，參與朝會，所受的寵幸遠在傅、丁兩家之上了。

### 單于驚怪
隔年，匈奴烏珠留單于前來朝賀，漢哀帝舉行宴會接見单于，群臣站立在前面，單于驚訝董賢如此年輕，詢問翻譯原因，漢哀帝叫翻譯回答說：「大司馬年紀輕，因賢能而任職。」單于才下拜，祝賀漢朝得到賢臣。

### 拜謁孔光
起初，丞相孔光擔任御史大夫，當時董賢的父親董恭做御史，侍奉孔光。等到董賢擔任大司馬，與孔光並列三公，漢哀帝故意讓董賢私下拜訪孔光，孔光素來謹慎，心知漢哀帝打算尊寵顯耀董賢，因此聽說董賢要來，孔光慎重地穿好禮服出門等待，直到望見董賢的座車到達才返回門內，待董賢到達中門，孔光又退入閣門，等董賢已經下車才出來拜見，迎送相當恭謹，不敢以賓客對等的禮節來對待，董賢回去後，漢哀帝得知情況極為高興，當即任命孔光兩個哥哥的兒子為諫大夫、常侍，董賢的權力自此與君主比肩。

### 戲言禪讓
這時，汉成帝的外祖家王氏已經衰微，只有平阿侯王谭的兒子王去疾，在漢哀帝仍是太子時擔任庶子得到寵信，等到漢哀帝登基，又擔任侍中、騎都尉。漢哀帝認為外戚王氏沒有當官的人了，就用舊日的恩情去親近王去疾，並提拔他的弟弟王閎為中常侍，王閎的岳父蕭，是前将军萧望之的兒子，做了很久的郡守，因病免職，後來又當上中郎将。
王去疾、王閎兄弟並列做官，董賢之父董恭相當羨慕他們，想與他們結成親家，王閎替董賢的弟弟駙馬都尉董寬信求蕭咸之女為妻，蕭咸對此感到惶恐不安，不敢答應，私下對王閎說：「董公擔任大司馬，冊文說『信守中正之道』，這乃是尧禪讓給舜時的冊文，不是三公的舊例，年長者們見了，心中無不恐懼，這難道是平民家的女兒能匹配的嗎！」王閎生性富有智慧和謀略，聽完蕭咸的話語，內心亦有所感悟，就回覆董恭，深切地表達蕭咸自己謙讓的意思，董恭嘆息道：「我家因什麼虧負了天下人，而讓人家如此畏懼！」心裡很不高興。
後來漢哀帝在麒麟殿設酒宴，董賢父子親屬一同吃酒席，王閎兄弟侍中、中常侍都在旁邊，漢哀帝有了酒意，從容看向董賢笑著說：「朕想效法唐堯禪讓給虞舜的美德，怎麼樣？」王閎上前說：「天下是高皇帝的天下，不是陛下的天下，陛下繼承宗庙大業，應當傳於子孫到無窮世代，一脈相承的帝業至關重要，天子不能有戲言！」漢哀帝聽罷沉默不語，怫然不悅，左右之人都感到相當惶恐，王閎被打發出去，從此以後再也不讓他陪酒。
王閎日後在王莽當政時任州牧、郡守，王莽敗亡後離職。當东汉建立，汉光武帝下詔書說：「周武王滅掉商朝後，表彰了商容的閭里，王閎修養善行品的良好，為人謹慎，義兵興起，官吏百姓唯獨不爭殺他的頭，現在任用王閎之子補缺做官。」王閎的兒子當到六百石等級的官員死在任上，他是蕭咸的外孫。

### 失勢自盡
董賢的新居落成，建築堅固，外面的大門卻無緣無故的壞了，董賢對此感到厭惡，而後過了幾個月，漢哀帝駕崩，太皇太后王政君傳召大司馬董賢，在東廂房接見他，就喪事如何安排詢問董賢，董賢內心憂愁哀傷，無法回答，只能拖下冠帽道歉，王政君說：「新都侯王莽從前以大司馬身分護送先帝安葬，通曉熟悉辦喪事的舊例，我令王莽輔佐您。」董賢磕頭，心裡很慶幸，王政君於是派遣使者召王莽前來。
王莽到後，以太后王政君的旨意讓尚書揭發董賢在漢哀帝患病時不親自侍奉醫藥的罪狀，禁止董賢出入宮殿司馬門，董賢不知道該怎麼辦，到宮闕前免冠赤腳認罪，王莽派谒者拿太后的詔書就在宮闕下冊免董賢道：「一段時間以來，阴阳不調，災害並至，百姓蒙受禍害，三公是不可或缺的輔佐大臣，高安侯董賢少不更事，擔任大司馬不符眾人的心意，不能依靠他防禦敵人安撫邊遠，應當收回其大司馬的印綬，罷官回家。」當日董賢與妻子即自殺而死，家人也恐懼不安乘夜就埋葬了。王莽懷疑董賢是裝死，有關官員奏請挖出董賢的棺材，到監獄中驗屍。
王莽又示意大司徒孔光上奏說董賢「本性奸巧諂媚，施奸計來獲得侯位，父子專橫朝廷，兄弟同時受到寵幸，受賞賜多，修建房宅，營造墓室，仿效追求無止境，與帝王的形制沒兩樣，耗費錢財以萬萬計，國家財政為之空虛。父子驕慢，以至於不給皇上的使者行禮，接受賞賜不朝拜，罪惡昭著。董賢自殺伏罪，死後他的父親還不知悔過，竟用硃砂在棺材上畫出四季的顏色，左蒼龍，右白虎，上面還畫著金色的太阳，銀色的月亮，還用玉衣珠璧殯殮，至尊無以復加。董恭等人僥倖被免於誅殺，不適宜留在中原地區，臣請求沒收他家的財產歸官府，凡是依靠董賢做官的都加以罷免。」董賢之父董恭、弟弟董寬信和家屬流放合浦郡，母親遣回原籍鉅鹿郡。長安城中的百姓聞訊喧鬧起來，向著董賢的宅邸假裝啼哭，妄圖搶掠他們家的財物，官府變賣了他們家的財物共得四十三萬萬錢。
董賢的棺柩被打開，裸露著驗明屍體後，就埋在了監獄裡面，曾被董賢厚待的官吏沛郡人朱詡，自告罪狀後前往大司馬官府，購買棺材、衣服收拾董賢屍體安葬，王莽聞訊勃然大怒，以其他罪名處死朱詡，朱詡的兒子朱浮在建武年間顯貴，官至大司馬、司空，受封為侯。

## 評價
- 班固：柔曼之傾意，非獨女德，蓋亦有男色焉。觀籍、閎、鄧、韓之徒非一，而董賢之寵尤盛，父子並爲公卿，可謂貴重人臣無二矣。然進不由道，位過其任，莫能有終，所謂愛之適足以害之者也。漢世衰於元、成，壞於哀、平。哀、平之際，國多釁矣。主疾無嗣，弄臣爲輔，鼎足不強，棟干微撓。一朝帝崩，奸臣擅命，董賢縊死，丁、傅流放，辜及母后，奪位幽廢，咎在親便嬖，所任非仁賢。故仲尼著「損者三友」，王者不私人以官，殆爲此也[1]。
- 丁耀亢：敝冠不加於足，屨新不加於頂，上下之殊分也。賢以倡優弄臣，僭位元僚，終自夷滅。使賢得為老醜庸鈍之人，以斯役終，不亦善乎！非其器而盈之，求毀之道也。吾於賢何罪焉[3]。
- 蔡東藩：高祖時有籍孺，惠帝時有閎孺，文帝時有鄧通，武帝時有韓嫣，成帝時有張放，豢畜弄兒，幾已成為家法。董賢則以色見幸，且舉妻妹而並進之，無惑乎其得君益甚，受寵益隆也！特原其禍始，實自祖若宗貽之。其父殺人，其子必且行劫，吾於哀帝亦云[4]。

## 延伸閱讀
[在维基数据编辑]
 《漢書/卷093》，出自班固《漢書》